# Analytarcha
Analytarcha is een geslacht van vlinders van de familie echte motten (Tineidae).

## Soorten
- A. colleta (Meyrick, 1893)
- A. cyathodes Meyrick, 1921
- A. ochroxantha (Turner, 1900)
- A. trissoleuca (Turner, 1926)